# Lista de episódios de CSI: Cyber
Esta é uma lista de episódios da série policial CSI: Cyber, da rede de televisão estadunidense CBS. A série estreou em 4 de Março de 2015 nos EUA e em junho do mesmo ano no Brasil.
A primeira temporada da série teve 13 episódios. Já para a segunda, foram encomendados 18.

## Temporadas
| Temporada | Temporada | Episódios | Exibição Original    | Exibição Original   |
| Temporada | Temporada | Episódios | Estreia              | Fim                 |
| --------- | --------- | --------- | -------------------- | ------------------- |
|           | 1         | 13        | 4 de março de 2015   | 13 de maio de 2015  |
|           | 2         | 18        | 4 de outubro de 2015 | 13 de março de 2016 |

| Temporada | Temporada | Ep. 1 | Ep. 2 | Ep. 3 | Ep. 4 | Ep. 5 | Ep. 6 | Ep. 7 | Ep. 8 | Ep. 9 | Ep. 10 | Ep. 11 | Ep. 12 | Ep. 13 | Ep. 14 | Ep. 15 | Ep. 16 | Ep. 17 | Ep. 18 | Ep. 19 | Ep. 20 | Ep. 21 | Ep. 22 | Ep. 23 | Audiência |
| --------- | --------- | ----- | ----- | ----- | ----- | ----- | ----- | ----- | ----- | ----- | ------ | ------ | ------ | ------ | ------ | ------ | ------ | ------ | ------ | ------ | ------ | ------ | ------ | ------ | --------- |
|           | 1         | 21.13 | 11.02 | 10.96 | 10.71 | 11.29 | 10.99 | 10.80 | 12.08 | 11.54 | 11.75  | N/A    | N/A    | N/A    | N/A    | N/A    | N/A    | N/A    | N/A    | N/A    | N/A    | N/A    | N/A    | N/A    | 12.02     |
|           | 2         | 11.35 | 11.35 | 10.11 | 9.95  | 10.04 | 10.07 | 9.88  | 9.96  | 9.79  | 10.01  | 10.13  | 10.06  | 9.81   | 9.79   | 9.76   | 9.90   | 10.00  | 9.82   | 10.05  | 9.92   | 9.86   | 9.90   | 10.11  | 10.06     |
|           | 3         | 10.09 | 9.66  | 9.51  | 9.68  | 9.29  | 9.71  | 9.55  | 9.51  | 9.62  | 9.63   | 9.30   | 9.21   | 14.67  | 10.13  | 10.05  | 9.86   | 9.44   | 9.69   | 9.41   | 9.20   | 9.73   | 9.77   | N/A    | 9.85      |
|           | 4         | 9.87  | 9.24  | 9.11  | 9.14  | 9.06  | 9.33  | 9.04  | 8.98  | 9.26  | 9.51   | 9.40   | 9.09   | 9.11   | 8.92   | 8.86   | 9.00   | 8.97   | 9.01   | 8.94   | 8.86   | 9.16   | 9.24   | N/A    | 9.14      |
|           | 5         | 9.97  | 9.97  | 9.19  | 8.99  | 8.91  | 8.94  | 9.09  | 8.88  | 8.90  | 8.85   | 9.51   | 9.00   | 8.77   | 8.81   | 8.96   | 8.76   | 8.80   | 8.91   | 8.99   | 8.77   | 9.64   | 9.10   | 9.33   | 9.08      |
|           | 6         | 9.63  | 9.05  | 8.69  | 8.64  | 8.48  | 8.60  | 8.77  | 8.71  | 8.63  | 8.84   | 8.79   | 8.55   | 8.67   | 8.91   | 8.74   | 8.76   | 8.53   | 8.71   | 8.59   | 9.09   | 8.79   | 8.41   | 9.27   | 8.77      |
|           | 7         | 9.56  | 8.97  | 8.99  | 8.72  | 8.76  | 8.93  | 8.65  | 8.66  | 8.59  | 9.00   | 8.81   | 8.67   | 8.79   | 8.90   | 8.74   | 8.66   | 8.77   | 8.75   | 8.81   | 8.76   | 8.79   | 8.87   | 8.95   | 8.82      |

## Elenco e Personagens
|  | Principal |  | Recorrente |

| Ator/Atriz          | Personagem      | Cargo                                            | Temporadas | Temporadas |
| Ator/Atriz          | Personagem      | Cargo                                            | 1          | 2          |
| ------------------- | --------------- | ------------------------------------------------ | ---------- | ---------- |
| Patricia Arquette   | Avery Ryan      | Agente Especial Encarregada / Cyber Psicóloga    |            |            |
| James Van Der Beek  | Elijah Mundo    | Agente Especial Sênior                           |            |            |
| Charley Koontz      | Daniel Grummitz | Especialista Técnico                             |            |            |
| Shad "Bow Wow" Moss | Brody Nelson    | Cyber Hacker                                     |            |            |
| Hayley Kiyoko       | Raven Ramirez   | Especialista Técnica em Mídias Sociais           |            |            |
| Peter MacNicol      | Simon Sifter    | Assistente de Diretor do FBI                     |            |            |
| Ted Danson          | D.B. Russell    | Diretor da Divisão de Criminalística Cibernética |            |            |

## Episódios

### Piloto —CSI: Crime Scene Investigation
| Temporada | Episódio | Título  | Dirigido por   | Escrito por                                       | Exibição original   | Audiência (em milhões) |
| --- | -------- | ------- | -------------- | ------------------------------------------------- | ------------------- | ---------------------- |
| 14 | 21       | "Kitty" | Eagle Egilsson | Anthony E. Zuiker, Ann Donahue e Carol Mendelsohn | 30 de Abril de 2014 | 9.95                   |
| O assassinato da esposa de um magnata de cassinos envolvendo crimes cibernéticos chama a atenção de Avery Ryan, a Agente Especial encarregada da Divisão de Crimes Cibernéticos do FBI em Washington D.C. |          |         |                |                                                   |                     |                        |

### 1ª Temporada: 2015
| #S | #T | Título                                       | Dirigido por    | Escrito por                                                                                    | Exibição original   | Audiência (em milhões) |
| -- | -- | -------------------------------------------- | --------------- | ---------------------------------------------------------------------------------------------- | ------------------- | ---------------------- |
| 1  | 1  | "Kidnapping 2.0 (Sequestro 2.0)"             | Eagle Egilsson  | Anthony E. Zuiker, Ann Donahue e Carol Mendelsohn                                              | 4 de Março de 2015  | 14.43                  |
| 2  | 2  | "CMND:\Crash (Comando Quebra)"               | Jeff T. Thomas  | Pam Veasey e Craig S. O'Neill                                                                  | 11 de Março 2015    | 9.71                   |
| 3  | 3  | "Killer en Route (Assassinato em Curso)"     | Richard Lewis   | História por: Matt Whitney e Brandon Guercio Teleplay por: Kate Sargeant Curtis e Thomas Hoppe | 18 de Março de 2015 | 7.96                   |
| 4  | 4  | "Fire Code (Código de Fogo)"                 | Howard Deutch   | Matt Whitney                                                                                   | 25 de Março de 2015 | 8.16                   |
| 5  | 5  | "Crowd Sourced (Visualizando o Perigo)"      | Eriq La Salle   | Craig O’Neill                                                                                  | 8 de Abril de 2015  | 8.25                   |
| 6  | 6  | "The Evil Twin (O Gêmeo do Mal)"             | Rob Bailey      | Pam Veasey                                                                                     | 15 de Abril de 2015 | 8.12                   |
| 8  | 8  | "Selfie 2.0 (Selfie 2.0)"                    | Eagle Egilsson  | Anthony E. Zuiker                                                                              | 22 de Abril de 2015 | 8.27                   |
| 9  | 9  | "L0M1S (Pouso Forçado)"                      | Nathan Hope     | Michael Brandon Guercio                                                                        | 29 de Abril de 2015 | 7.23                   |
| 10 | 10 | "Click Your Poison (Escolha seu Veneno)"     | Dermott Downs   | Denise Hahn                                                                                    | 6 de maio de 2015   | 7.33                   |
| 11 | 11 | "Ghost in the Machine (Fantasma na Maquina)" | Alex Zakrzewski | Richard Catalani e Carly Soteras                                                               | 12 de maio de 2015  | 8.66                   |
| 12 | 12 | "Bit by Bit (Bit por Bit)"                   | Aaron Lipstadt  | Thomas Hoppe                                                                                   | 13 de maio de 2015  | 6.68                   |
| 13 | 13 | "Family Secrets (Segredos de Familia)"       | Anton Cropper   | Craig O'Neill, Pam Veasey e Matt Whitney                                                       | 13 de maio de 2015  | 6.68                   |

### 2ª Temporada: 2015-2016
| #S | #T | Título                                                 | Dirigido por        | Escrito por                                                                                              | Exibição original       | Audiência (em milhões) |
| -- | -- | ------------------------------------------------------ | ------------------- | --- | ----------------------- | ---------------------- |
| 14 | 1  | "Whi-Fi (Why-Fi)"                                      | Alec Smight         | Pam Veasey                                                                                               | 4 de outubro de 2015    | 6.79                   |
| 15 | 2  | "Heart Me (Eu Te Curto)"                               | Matt Earl Beesley   | Kate Sargeant Curtis                                                                                     | 11 de outubro de 2015   | 6.20                   |
| 16 | 3  | "Brown Eyes, Blue Eyes (Olhos Castanhos, Olhos Azuis)" | Alec Smight         | Devon Greggory                                                                                           | 18 de outubro de 2015   | 5.21                   |
| 17 | 4  | "Red Crone (A Bruxa Vermelha)"                         | Brad Tanenbaum      | Denise Hahn                                                                                              | 25 de outubro de 2015   | 6.54                   |
| 18 | 5  | "Hack E.R. (Hacker Pronto Socorro)"                    | Eriq La Salle       | Michael Brandon Guercio                                                                                  | 1 de novembro de 2015   | 5.44                   |
| 19 | 6  | "Gone in 6 Seconds (Partida Em 6 Segundos)"            | Allan Arkush        | Matt Whitney                                                                                             | 8 de novembro de 2015   | 5.65                   |
| 20 | 7  | "Corrupted Memory (Memória Corrompida)"                | Jerry Levine        | História por: Andrew Karlsruher Teleplay por: Craig O'Neill e Pam Veasey                                 | 15 de novembro de 2015  | 5.75                   |
| 21 | 8  | "Python (Python)"                                      | Janice Cooke        | Craig O'Neill                                                                                            | 22 de novembro de 2015  | 6.30                   |
| 22 | 9  | "iWitness (iTestemunha)"                               | Paul Holahan        | Carly Soteras                                                                                            | 13 de dezembro de 2015  | 5.93                   |
| 23 | 10 | "Shades of Grey (Tons de Cinza)"                       | Louis Milito        | Brandon Guercio e Kate Sargeant Curtis                                                                   | 20 de dezembro de 2015  | 6.18                   |
| 24 | 11 | "404: Flight Not Found (404: Voo Não Encontrado)"      | Skipp Sudduth       | Thomas Hoppe                                                                                             | 10 de janeiro de 2016   | 6.49                   |
| 25 | 12 | "Going Viral (Tornando-se Viral)"                      | Maja Vrvilo         | História por: Pam Veasey Teleplay por: Denise Hahn e Pam Veasey                                          | 31 de janeiro de 2016   | 6.82                   |
| 26 | 13 | "The Walking Dead (Os Mortos Vivos)"                   | Frederick E.O. Toye | Andrew Karlsruher, Scotty McKnight e Craig O’Neill                                                       | 14 de fevereiro de 2016 | 6.31                   |
| 27 | 14 | "Fit-and-Run (Ajuste e Corra)"                         | Jeff Thomas         | História por: Andrew Karlsruher e Scotty McKnight Teleplay por: Devon Greggory e Michael Brandon Guercio | 21 de fevereiro de 2016 | 6.69                   |
| 28 | 15 | "Python's Revenge (A Vingança de Python)"              | Vikki Williams      | Devon Greggory                                                                                           | 2 de março de 2016      | 6.61                   |
| 29 | 16 | "5 Deadly Sins (5 Pecados Mortais)"                    | Rob Bailey          | Vikki Williams                                                                                           | 6 de março de 2016      | 5.72                   |
| 30 | 17 | "Flash Squad (Flash Squad)"                            | Howard Deutch       | Scotty McKnight                                                                                          | 9 de março de 2016      | 5.94                   |
| 31 | 18 | "Legacy (Legado)"                                      | Eriq La Salle       | Pam Veasey                                                                                               | 13 de março de 2016     | 6.32                   |